# Edmond Audran

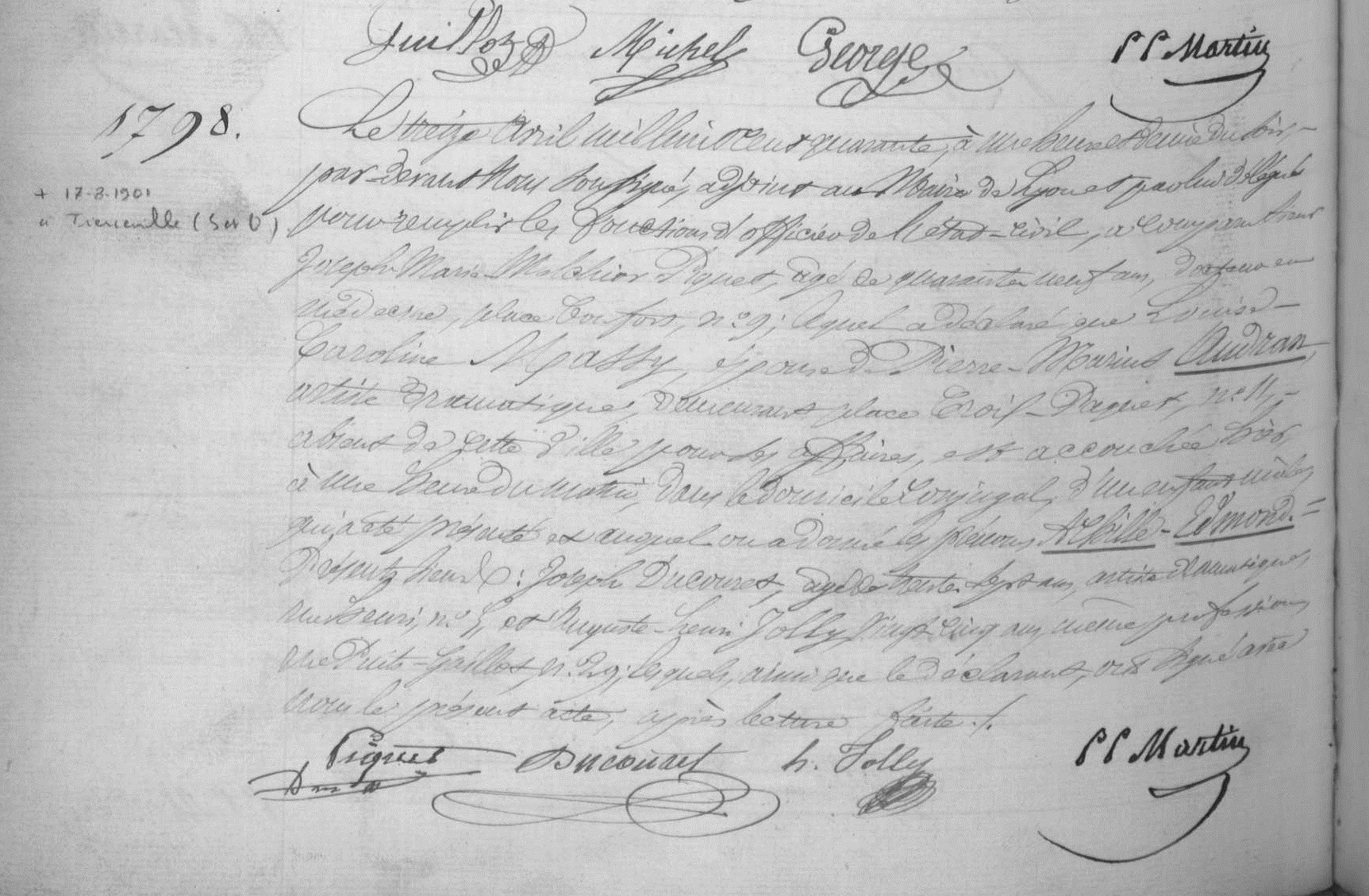
Matriční záznam o narození E. Audrana

Edmond Audran (12. dubna 1840, Lyon – 17. srpna 1901, Tierceville nebo 16. 8. 1901 Bazincourt-sur-Epte) byl francouzský varhaník a operetní skladatel.

## Životopis
Audran pocházel z muzikantské rodiny – jeho otec Marius Pierre Audran (1816–1887) byl operním tenoristou v Théâtre national de l'Opéra-Comique a mladší bratr operetním tenoristou. Edmond Audran studoval na École Niedermeyer v Paříži, kde byl mezi jeho učiteli Camille Saint-Saëns.
V roce 1861 odešel do Marseille, kde působil jako varhaník v kostele sv. Josefa. Zpočátku komponoval převážně duchovní hudbu, ale již ale již roku 1862 zhudebnil vaudeville Eugena Scribeho L'Ours et le Pacha (Medvěd a Pacha). Rodinný přítel Henri Chivot, který se stal libretistou řady Audranových operet, mu nejdříve nabídl libreto k operetě Le Grand Mogol (Velký Mogul), která byla provedena s úspěchem v marseillském divadle Théatre Gymnase v roku 1867.
Následovaly další zakázky z Marseille a později z Paříže, kam se posléze přestěhoval. Svými operetami Les Noces d'Olivette (Olivetská svatba, 1879), La Mascotte (Maskotka, 1880) a Miss Helyet (1890, v překladu V. J. Novotného pro Národní divadlo je uvedeno „komická opera“) začal získávat úspěchy i v zahraničí (hlavně v Anglii). Největšího úspěchu dosáhl až ke konci svého života operetou La Poupée (Panenka), uvedenou roku 1896 v Théâtre de la Gaîté v Paříži. Většina jeho operet, přestože měla líbivou hudbu, upadla v zapomnění.

## Dílo (výběr)
- La Chercheuse d'esprit. 1864.
- Le Grand Mogol. 1877.
- Les Noces d'Olivette. 1879.
- La Mascotte. 1880.
- Gillette de Narbonne. 1882.
- Les Pommes d'or. 1883.
- La Dormeuse éveillée. 1883.
- Serment d'amour. 1886.
- La Cigale et la fourmi. 1886.
- La Fiancée des verts poteaux. 1887.
- Le Puits qui parle. 1888.
- La Petite Fronde. 1888.
- La Fille à Cacolet. 1889.
- L'Œuf rouge. 1890.
- Miss Helyett. 1890.
- L'Oncle Célestin. 1891.
- Article de Paris. 1892.
- La Sainte Freya. 1892.
- Madame Suzette. 1893.
- Mon Prince. 1893.
- L'Enlèvement de la Toledad. 1894.
- La Duchesse de Ferrare. 1895.
- La poupée. 1896.
- Monsieur Lohengrin. 1896.
- Les Petites femmes. 1897.
- Les Sœurs Gaudichard. 1898.